# FC Honka
FC Honka – fiński klub piłkarski założony w 1953 roku (jako Tapiola Espoo) z siedzibą w Espoo.

## Osiągnięcia
- Wicemistrz Finlandii (3): 2008, 2009, 2013
- Puchar Finlandii (1): 2012
- Puchar Ligi Fińskiej (2): 2010, 2011

## Historia
Klub założony jako Tapiola Espoo w roku 1953 zmienił nazwę w 1975 roku na FC Honka. FC Honka prowadzi renomowane ośrodki kształcenia sportowego młodzieży w całej Finlandii i dla różnych grup wiekowych. Do 2005 roku klub uchodził za "wiecznego drugoligowca". Pod koniec lat 90 celem klubu była promocja z Ykkönen do Veikkausliiga jednak rok po roku nie udawało się. Na początku XXI wieku drużyna była bliska bankructwa, ale udało się ją uratować. Na początku 2005 roku klub przejęli Jouko Harjunpää i Jouko Pakarinen mający na celu wprowadzenie FC Honka do europejskiej piłki. W pierwszym roku kierowania drużyny przez parę Harjunpää-Pakarinen FC Honka wywalczyła z łatwością promocję do fińskiej ekstraklasy. Dotarła też do półfinału Pucharu Finlandii gdzie przegrała z FC Haka 0:1.

## Europejskie puchary
Legenda do wszystkich tabel:
- Q – runda eliminacyjna, 1/16, 1/8, 1/4, 1/2 – odpowiednia faza rozgrywek, Grupa – runda grupowa, 1r gr – pierwsza runda grupowa, 2r gr – druga runda grupowa, F – finał, R – runda, PO – play-off
- k. – rzuty karne, los. – losowanie, Dogr. – dogrywka, w. – zasada bramek strzelonych na wyjeździe

| Sezon   | Rozgrywki               | Runda | Przeciwnik       | Dom     | Wyjazd  | Ogólnie |
| ------- | ----------------------- | ----- | ---------------- | ------- | ------- | ------- |
| 2007    | Puchar Intertoto        | 1R    | TVMK             | 0–0     | 4–2     | 4–2     |
| 2007    | Puchar Intertoto        | 2R    | Aalborg BK       | 2–2     | 1–1     | 3–3, w. |
| 2008/09 | Puchar UEFA             | 1Q    | ÍA Akraness      | 3–0     | 1–2     | 4–2     |
| 2008/09 | Puchar UEFA             | 2Q    | Viking FK        | 0–0     | 2–1     | 2–1     |
| 2008/09 | Puchar UEFA             | 1R    | Racing Santander | 0–1     | 0–1     | 0–2     |
| 2009/10 | Liga Europy             | 2Q    | Bangor City      | 2–0     | 1–0     | 3–0     |
| 2009/10 | Liga Europy             | 3Q    | Qarabağ Ağdam    | 0–1     | 1–2     | 1–3     |
| 2010/11 | Liga Europy             | 2Q    | Bangor City      | 1–1     | 1–2     | 2–3     |
| 2011/12 | Liga Europy             | 1Q    | Nõmme Kalju      | 0–0     | 2–0     | 2–0     |
| 2011/12 | Liga Europy             | 2Q    | BK Häcken        | 0–2     | 0–1     | 0–3     |
| 2013/14 | Liga Europy             | 2Q    | Lech Poznań      | 1–3     | 1–2     | 2–5     |
| 2014/15 | Liga Europy             | 1Q    | Sillamäe Kalev   | 3–2     | 1–2     | 4–4, w. |
| 2020/21 | Liga Europy             | 1Q    | Aarhus GF        | 2–5 (W) | 2–5 (W) | 2–5 (W) |
| 2021/22 | Liga Konferencji Europy | 1Q    | NSÍ Runavík      | 0–0     | 3–1     | 3–1     |
| 2021/22 | Liga Konferencji Europy | 2Q    | NK Domžale       | 0–1     | 1–1     | 1–2     |
| 2023/24 | Liga Konferencji Europy | 1Q    | Toboł Kustanaj   | 0–0     | 1–2     | 1–2     |

## Obecny skład
Aktualny na 2 września 2019
| Nr | Poz. | Piłkarz          |
| -- | ---- | ---------------- |
| 3  | OB   | Gideon Baah      |
| 4  | OB   | Robert Ivanov    |
| 5  | OB   | Henri Aalto      |
| 7  | OB   | Jonas Levänen    |
| 8  | PO   | Javier Hervás    |
| 10 | PO   | Lucas Kaufmann   |
| 11 | PO   | Juha Hakola      |
| 12 | BR   | Rasmus Leislahti |
| 13 | BR   | Tim Murray       |
| 14 | NA   | Borjas Martín    |
| 16 | OB   | Konsta Rasimus   |

| Nr | Poz. | Piłkarz                                      |
| -- | ---- | -------------------------------------------- |
| 18 | NA   | Elmo Heinonen                                |
| 19 | NA   | Arlind Sejdiu                                |
| 20 | PO   | Erik Bakker                                  |
| 21 | PO   | Joel Perovuo                                 |
| 22 | OB   | Joona Rahikka                                |
| 23 | OB   | Mikko Sumusalo                               |
| 24 | OB   | Nasiru Banahene (wypożyczony z MTK Budapest) |
| 28 | OB   | Tommi Saarinen                               |
| 33 | PO   | Duarte Tammilehto (kapitan)                  |
| 80 | PO   | Demba Savage                                 |
| 99 | NA   | Macoumba Kandji                              |